# Piero Formica
Piero Formica (Genova, 29 giugno 1943) è un economista italiano, attivo nel campo dell'economia della conoscenza.

## Biografia
Piero Formica si laurea nel 1965 con una tesi sulla teoria pura del commercio internazionale, presso l’Università di Messina, Tra il 1966 e il 1968 completa gli studi di economia internazionale presso il Centro di Bologna della Johns Hopkins University. Inizia la propria carriera all'inizio degli anni settanta del Novecento.

### Gli inizi della carriera: gli anni '70
Nei primi anni '70, economista nella Divisione di Prospettive Economiche dell'OCSE, fa parte del team editoriale dell’Economic Outlook - l’analisi semestrale delle principali tendenze e prospettive economiche per i successivi due anni – e contribuisce a studi e ricerche comparate delle economie dei paesi membri dell’OCSE, in particolare sul mercato del lavoro e l’output gap. L’OCSE ha pubblicato questo secondo studio nel luglio 1973 con il titolo ‘The Measurement of Domestic Cyclical Fluctuations’.
Negli ultimi anni '70, con un gruppo di economisti di Cambridge diretto da Nicholas Kaldor e Wynne Godley, Piero Formica ha condotto ricerche sulle politiche economiche europee e regionali come consigliere economico del governo regionale dell'Emilia-Romagna. All'Università di Cambridge, quello stesso gruppo elaborò un manifesto pubblicato su tre quotidiani europei (The Guardian, Le Matin e Il Giorno), in cui si affermava che "le politiche europee in atto non risolveranno mai le disparità di disoccupazione che esistono all'interno della Comunità europea". Il manifesto fu firmato da Piero Formica, Francois de Lavergne, Nicholas Kaldor e Wynne Godley.
Tra la fine di quel decennio e il successivo, contribuì alla creazione dell'Associazione italiana di scienze regionali (AISRe), e fu uno dei suoi fondatori.

### Gli anni '80 e '90
Negli anni '80 e '90 del novecento si impegna in attività accademiche nel Regno Unito (Londra e Birmingham), nell'Università degli Studi “Gabriele d’Annunzio”, dove inaugura la cattedra di economia internazionale, e presso l’Alma Mater Studiorum di Bologna dove è stato anche membro del Consiglio di amministrazione per quattro anni. In quel periodo, viene coinvolto nei programmi europei per la nascita e lo sviluppo di incubatori e parchi scientifici e tecnologici. Nel corso degli anni, collabora con l'European Business Network - una rete di circa 140 Business and Innovation Centres (Centri d'Impresa e Innovazione) e altre organizzazioni che sostengono lo sviluppo e la crescita di imprenditori innovativi, start-up e PMI - e per più di un decennio (1995-2006) è membro del comitato scientifico dell'Associazione internazionale dei parchi scientifici (IASP). In qualità di esperto della direzione generale della Commissione europea responsabile dei programmi sopra menzionati, ha fatto parte di team internazionali per la progettazione di incubatori e parchi scientifici / tecnologici (STP) in diversi paesi: Regno Unito, Italia, Francia, Spagna, Portogallo, Paesi Bassi, Germania, Finlandia, Australia, Cina, Argentina, Brasile e Canada. Da quelle esperienze matura la convinzione che gli investimenti intangibili siano la chiave del successo degli incubatori e degli Science And Technology Parks - STP.

### Il periodo più recente: gli anni 2000
Durante gli anni 2000, trascorre la sua vita accademica quasi interamente nell'area della ricerca alla convergenza tra scienze fisiche, naturali e umane, pubblicando libri e articoli su riviste accademiche internazionali. All'università di Tartu, in Estonia, progetta il primo master di quell'ateneo dedicato all'imprenditoria innovativa e vi insegna, inizialmente grazie al programma Marie Curie dell'Unione Europea, fino ai primi anni dello scorso decennio. Negli Emirati Arabi Uniti, inaugura nel 2003 la cattedra di innovazione e imprenditorialità presso gli Higher Colleges of Technology. Dal 2006 al 2009 è professore di economia della conoscenza, dell'innovazione e dell’imprenditorialità presso la Jonköping University in Svezia. 
Successivamente, è stato professore invitato presso il Contamination Lab dell’Università degli Studi di Padova e presso la business school Esam di Parigi, dove ha svolto attività di laboratorio per la sperimentazione dei processi di ideazione imprenditoriale.
Dal 2010 è Senior Research Fellow e Thought Leader presso l'Innovation Value Institute della Maynooth University in Irlanda e e docente presso il MOIM—Master Open Innovation Management, Università di Padova (Italia)..
A proposito di un nuovo rinascimento imprenditoriale ha dichiarato:
“Entrati nell'età dello sviluppo postindustriale, la missione da perseguire, in uno spirito di altruismo, è l'accompagnare le nuove generazioni lungo il cammino di una rinascita imprenditoriale. Supportato dalle tecnologie digitali che creano le infrastrutture della conoscenza, la cui forza di trasmissione è paragonabile a quella delle reti elettriche del primo Novecento, il crescente potere della mente umana dei giovani costruisce volontariamente il suo futuro usando la ginnastica mentale per gestire le incertezze".
È membro dei comitati di redazione di diverse riviste accademiche. Tra queste: International Journal of the Knowledge Economy; International Journal of Social Ecology and Sustainable Development; Journal of Global Entrepreneurship Research; South Asian Journal of Management; Frontiers in Education.
È fondatore dell’International Entrepreneurship Academy, Paul Harris Fellow, e membro dei consigli direttivi del World Certificate Institute (Washington) dell’International Organisation for Knowledge Economy and Enterprise Development (Malmö, Svezia,) e di Entovation International (Boston, USA).
Collabora con quotidiani italiani e stranieri. È editorialista dei dorsi del Veneto, del Trentino-Alto Adige e di Bologna del Corriere della Sera. Scrive anche per Il Denaro e Il Sole 24 Ore . Ha scritto per le edizioni digitali di Harvard Business Review e La Voce di New York 

## Premi e riconoscimenti
È Fellow della Royal Society of Arts. 
Nel 2017 ha ricevuto l'Innovation Luminary Award  dall'Open Innovation Strategy and Policy Group, sotto l'egida dell'Unione Europea  “for his outstanding work on sustained contributions to entrepreneurial research, development of the Experimental Labs approach and advocating for an Innovation Renaissance". 
Nel 2022 ha ricevuto l'Innovatio Value Institute Award for Achievements and Inspirations.
Nel 2023 ha ricevuto il Magister Peloritanus Award, rilasciato dall'Accademia Peloritana dei Pericolanti, fondata dall'Università di Messina nel 1729, “per l'Innovazione e l'Imprenditorialità”.
Nel corso della sua carriera ha ricevuto numerosi riconoscimenti: Professore Onorario dell'Università di Mar del Plata (Argentina); Professore ospite presso la King Saud University: Università Re Saʿūd (Arabia Saudita) e la Curtin University of Technology, Curtin Business School (Perth, WA); Professore internazionale di economia della conoscenza presso la Università Beihang (Università di aeronautica e astronautica) di Pechino (Cina); Senior Research Fellow presso la Business School dell'University of Central England in Birmingham; Professore visitante di Economia della conoscenza e dell'imprenditorialità presso la Facoltà di Studi Politici Jean Monnet (Seconda Università di Napoli, Italia); membro del Consiglio consultivo dell'Institute for Enterprise and Innovation dell'Università di Nottingham e del Consiglio di amministrazione dell'Università di Bologna, dove ha ricoperto la cattedra di Economia dell'Innovazione nel Master per Giuristi d’Impresa e nel Master di Gestione della Tecnologia.

## Opere
Le sue principali pubblicazioni sono concentrate nei campi dell’economia della conoscenza, dell'imprenditorialità e dell'innovazione.
- The Measurement of Domestic Cyclical Fluctuations (OECD, 1973)
- La regione nell'economia e nella politica economica (CLUEB, 1980)
- Tecnopoli: luoghi e sentieri dell’innovazione (ISEDI, 1991)
- Mutanti aziendali: imprese, centri di innovazione e parchi scientifici nell'era tecnopolitana (CUEN, 1994)
- Innovation and Economic Development: University-enterprise Partnerships in Action (Oak Tree Press, 1997)
- Innovazione in salsa bolognese (Compositori, 1999)
- Industry and Knowledge Clusters: Principles, Practices, Policy (Tartu University Press, 2003)
- Knowledge Economics: Emerging Principles, Practices and Policies (Tartu University Press, 2005)
- The Way Forward (EffeElle, Knowledge Economy Series, 2005)
- Tra Cina e Italia (Denaro Libri, 2007)
- Knowledge Matters: Technology, Innovation and Entrepreneurship in Innovation Networks and Knowledge Clusters (Palgrave Macmillan, 2008)
- Le vie dell'innovazione: nuove frontiere e pionieri d'impresa (Compositori, 2009)
- Knowledge-Driven Entrepreneurship: The Key to Social and Economic Transformation (Springer, 2010)
- La vista di Linceo: cronache e storie dell’innovazione (Editutto, 2011)
- The Experimental Nature of New Venture Creation: Capitalizing on Open Innovation 2.0 (Springer, 2013)
- Stories of Innovation for the Millennial Generation: The Lynceus Long View (Palgrave Macmillan, 2013)
- The Role of Creative Ignorance: Portraits of Path Finders and Path Creators (Palgrave Macmillan, 2014)
- Grand Transformation Towards an Entrepreneurial Economy: Exploring the Void (Emerald Group Publishing, 2015)
- Entrepreneurial Renaissance: Cities Striving Towards an Era of Renaissance and Revival (Springer, 2017)
- Exploring the Culture of Open Innovation: Towards an Altruistic Model of Economy (Emerald Publishing Group, 2018)
- Il Bazar delle Follie: Pensieri sull'Italia nell'età della conoscenza (DuePuntoZero di Ad Maiora Editoria, 2018)
- Parole e Voci dell’Innovazione: Per una Cultura del Cambiamento (il Mulino, 2019)
- Innovation and the Arts: The Value of Humanities Studies for Business (Emerald Publishing Group, 2020)
- Nature's Voice: Health and Humanities (bioGraph, 2020)
- Econaissance: The Reimagined School and the Culture of Entrepreneurialism (Emerald Publishing Group, 2020)
- Nature's Voice: Health and Humanities (bioGraph, 2020)
- La Voce della Natura: Cultura della salute e cultura umanistica, bioGraph, 2021)
- IDEATORS: Their Words and Voices (Emerald Publishing Group, 2022)
- ONE HEALTH: Transformative Enterprises, Wellbeing and Education in the Knowledge Economy (Emerald Publishing Group, 2023)
- SCIENCEPRENEURSHIP: Science, Entrepreneurship and Sustainable Economic Growth (Emerald Publishing Group, 2023)
- Human Intelligence and Artificial Intelligence: Exhibition at the Mind Gallery (Edizioni Pendragon, 2024)
- Intelligenza umana e intelligenza artificiale. Un’esposizione nella Galleria della Mente ((Edizioni Pendragon, 2024)